# Yorckstrasse

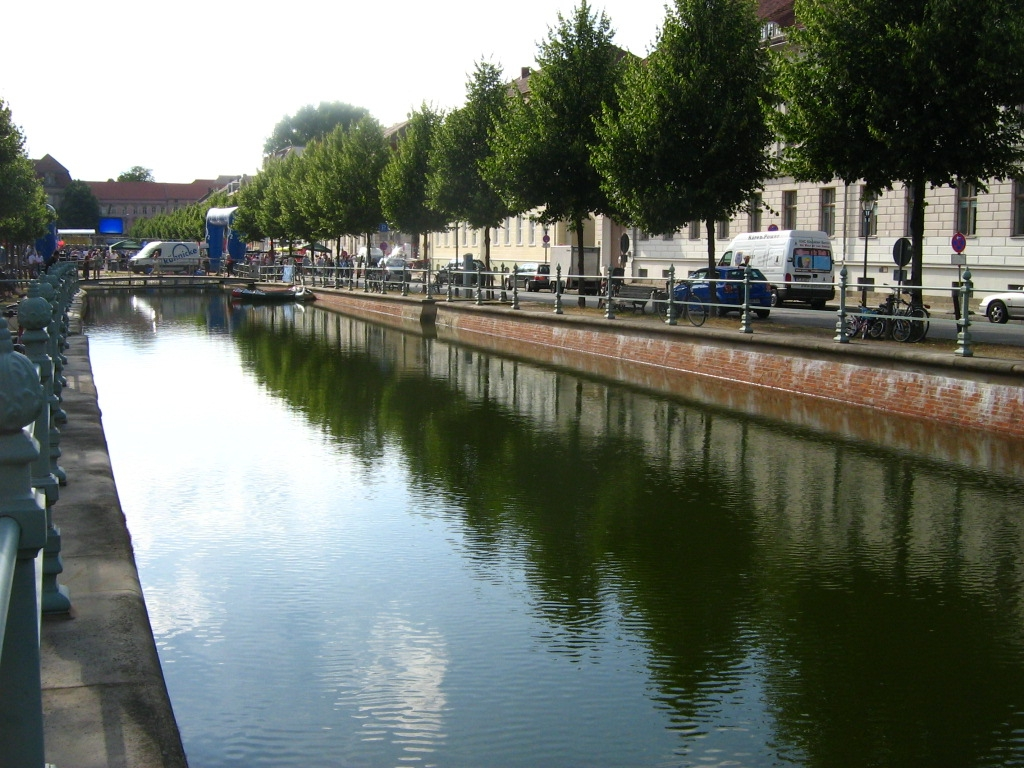
De stadsgracht in de Yorckstrasse, zomer 2007

De Yorckstrasse bevindt zich in de binnenstad van Potsdam. De Yorckstrasse werd in de Tweede Wereldoorlog zwaar beschadigd. Hierna werd de straat als eerste grote bouwproject in Potsdam weer in de oorspronkelijke vorm hersteld. Na de omwenteling van november 1989 (Die Wende) in de DDR werd de straat opgeknapt en werd een deel van het Stadtkanal gereconstrueerd.